# Monolith
『monolith』（モノリス）は、04 Limited Sazabysの3枚目のミニアルバム。2014年2月12日にNo Big Deal Recordsから発売。

## 概要
前作「sonor」から9ヶ月ぶりのリリースとなる。初回生産限定盤はCD-EXTRA使用で2013年12月15日の名古屋クアトロでのライブとオフショットムービーが収録されている。

## チャート成績
オリコンインディーズチャートにて週間1位を獲得。オリコンチャートでも前作の92位を大幅に上回る33位となった。

## 収録曲
全作詞・作曲 GEN
1. monolith [2:59]
本作のリードトラック。PVが制作されている。
2. midnight cruising [3:26]
3. nem… [2:52]
PVが制作されている。
4. Chicken race [2:40]
5. Wednesday [3:10]
6. Touch your shape [2:36]
7. hello [3:46]
8. [Secret Track] [1:54]
758というタイトルの楽曲が収録されている。